# (10313) Vanessa-Mae
(10313) Vanessa-Mae est un astéroïde de la ceinture principale.

## Description
(10313) Vanessa-Mae est un astéroïde de la ceinture principale. Il fut découvert par Lioudmila Jouravliova le 26 août 1990 à l'observatoire d'astrophysique de Crimée. Il présente une orbite caractérisée par un demi-grand axe de 2,26 UA, une excentricité de 0,211 et une inclinaison de 4,66° par rapport à l'écliptique.
Il fut nommé en hommage à la violoniste singapouroise Vanessa-Mae (née en 1978).

## Compléments